# Морозовка (Ровненская область)
Морозовка (укр. Морозівка) — село в Корецкой городской общине Ровненского района Ровненской области Украины.
До 2020 года входило в Корецкий район.
Население по данным 2025 года составляло 684 человека. Почтовый индекс — 34709. Телефонный код — 3651.